# 第2教育団
第2教育団（だいにきょういくだん、JGSDF 2nd Training Brigade）は、陸上自衛隊の教育団のひとつで陸上自衛隊大津駐屯地に駐屯していた中部方面隊隷下の教育部隊で、2008年（平成20年）3月25日に廃止された。

## 概要
教育大隊隷下の3個共通教育中隊は2等陸士として入隊直後の、新隊員前期教育課程（3ヶ月）を担当。毎月入隊してくる新隊員に対して、3個中隊で順に担当していた。過去には、「通信教育中隊」（各部隊の通信科隊員を育成。新隊員後期教育課程と、一般部隊配属後の隊員向けである部隊教育課程を担当）などの編成もあったが、逐次整理されていった。

## 沿革
- 1959年（昭和34年）8月13日：第2教育団が大久保駐屯地において編成完結、大久保駐屯地司令職務担任部隊に指定。
  - 新編時の編成：第2教育団本部（大久保駐屯地）、第4陸曹教育隊（信太山駐屯地）、第107教育大隊（大久保駐屯地）、第108教育大隊（信太山駐屯地）、第109教育大隊（大津駐屯地）、第110教育大隊（善通寺駐屯地）
- 1961年（昭和36年）8月20日：第2教育団本部が大久保駐屯地から善通寺駐屯地に移駐、大久保駐屯地司令職務を第4施設団長へ委譲。
- 1962年（昭和37年）
  - 1月18日：第112教育大隊（山口駐屯地）を隷下に編合。
  - 3月31日：第107教育大隊が大久保駐屯地から善通寺駐屯地へ移駐。
  - 8月15日：第107教育大隊（善通寺駐屯地）を廃止。
- 1964年（昭和39年）8月1日：第116教育大隊が久居駐屯地において編成完結。
- 1969年（昭和44年）
  - 7月29日：第4陸曹教育隊が大久保駐屯地から松山駐屯地に移駐[1]。
  - 7月30日：第108教育大隊（信太山駐屯地）を廃止。
- 1981年（昭和56年）3月25日：団本部が善通寺駐屯地から大津駐屯地に移駐、駐屯地司令職務を第2混成団長へ委譲。
- 1994年（平成6年）3月24日：第4陸曹教育隊が松山駐屯地から大久保駐屯地へ移駐。
- 1997年（平成11年）3月29日：第112教育大隊（山口駐屯地）を廃止。
- 2004年（平成16年）3月28日：第116教育大隊（久居駐屯地）を廃止。
- 2006年（平成18年）3月26日：第4陸曹教育隊が大久保駐屯地から大津駐屯地へ移駐。
- 2008年（平成20年）3月25日：中部方面混成団への改編に伴い廃止。

## 編成
廃止時の編成
- 第2教育団本部
  - 総務科
  - 訓練科
  - 管理科「2教団-本」
- 第109教育大隊
  - 第109教育大隊本部「109教-本」
  - 第314共通教育中隊「109教-314共」
  - 第315共通教育中隊「109教-315共」
  - 第316共通教育中隊「109教-316共」
  - 自動車教習所「109教-自教」
- 第110教育大隊（善通寺駐屯地） 
  - 第110教育大隊本部「110教-本」
  - 第317共通教育中隊「317共」
  - 第332共通教育中隊「332共」
  - 第333共通教育中隊「333共」
- 第4陸曹教育隊
  - 第4陸曹教育隊本部
    - 総務科
    - 訓練科
    - 管理科「4曹教-本」

  - 上級陸曹教育中隊「4曹教-上」
  - 普通科教育中隊「4曹教-普」
  - 共通教育中隊「4曹教-共」

新編時の編成
- 第2教育団本部（大久保駐屯地）
- 第4陸曹教育隊（信太山駐屯地）
- 第107教育大隊（大久保駐屯地）
- 第108教育大隊（信太山駐屯地）
- 第109教育大隊（大津駐屯地）
- 第110教育大隊（善通寺駐屯地）

## 歴代の第2教育団長
| 代 | 氏名                   | 在職期間                                                   | 出身校・期             | 前職                                     | 後職                                                |
| -- | ---------------------- | ---------------------------------------------------------- | ---------------------- | ---------------------------------------- | --------------------------------------------------- |
| 01 | 橋詰勇                 | 1959年08月13日 - 1962年07月31日 ※1962年07月01日 陸将補昇任 | 陸士44期・ 陸大53期    | 第3管区総監部付 （1等陸佐）              | 陸上自衛隊調査学校長                                |
| 02 | 森二三吉               | 1962年08月01日 - 1965年03月15日                            | 慶応義塾大学 昭和8年卒 | 東北方面総監部幕僚副長                   | 陸上幕僚監部付 →1965年11月18日 停年退官（陸将昇任） |
| 03 | 豊嶋俊夫               | 1965年03月16日 - 1967年07月16日                            | 海兵60期               | 第3教育団長 兼 別府駐とん地司令          | 第2教育団本部付 →1967年11月30日 停年退官            |
| 04 | 松清格                 | 1967年07月17日 - 1969年07月15日                            | 陸士48期・ 陸大57期    | 第8師団副師団長 兼 北熊本駐とん地司令    | 陸上幕僚監部付 →1970年1月1日 退職                   |
| 05 | 森山高士               | 1969年07月16日 - 1971年03月15日                            | 陸士50期               | 第12師団副師団長 兼 相馬原駐とん地司令   | 陸上幕僚監部付 →1971年7月1日 退職                   |
| 06 | 重富和男               | 1971年03月16日 - 1973年03月15日 ※1971年07月01日 陸将補昇任 | 陸士52期               | 第2教育団副団長 （1等陸佐）              | 陸上幕僚監部付 →1973年7月1日 退職                   |
| 07 | 南村弘之               | 1973年03月16日 - 1974年03月15日                            | 陸士53期               | 第13師団副師団長 兼 海田市駐とん地司令   | 陸上幕僚監部付 →1974年7月1日 退職                   |
| 08 | 後藤由郎               | 1974年03月16日 - 1976年03月15日                            | 陸士55期               | 陸上自衛隊富士学校企画室長               | 中部方面総監部付 →1976年4月1日 退職                 |
| 09 | 濱口孝知               | 1976年03月17日 - 1977年03月15日                            | 陸士58期               | 中部方面総監部幕僚副長                   | 陸上幕僚監部第5部副部長                             |
| 10 | 上原博                 | 1977年03月16日 - 1979年03月15日                            | 陸航士59期             | 中部方面総監部幕僚副長                   | 陸上自衛隊調査学校長                                |
| 11 | 松浦愷                 | 1979年03月16日 - 1981年03月30日 ※1979年04月01日 陸将補昇任 | 広島師範 昭和22年卒    | 西部方面総監部防衛部長 （1等陸佐）       | 第13師団司令部付 →1981年4月1日 退職                 |
| 12 | 大塚瑞夫               | 1981年03月31日 - 1982年06月30日                            | 早稲田大学 昭和29年卒  | 北部方面総監部付                         | 第2混成団長 兼 善通寺駐屯地司令                     |
| 13 | 櫻井和雄               | 1982年07月01日 - 1984年03月15日                            | 中央大学 昭和29年卒    | 第11師団副師団長 兼 真駒内駐屯地司令     | 第2混成団長 兼 善通寺駐屯地司令                     |
| 14 | 岩崎晋                 | 1984年03月16日 - 1986年03月16日                            | 法政大学 昭和31年卒    | 自衛隊神奈川地方連絡部長                 | 陸上幕僚監部付 →1986年7月1日 退職                   |
| 15 | 吉森基 （1等陸佐）     | 1986年03月17日 - 1987年07月31日                            | 大阪大学 昭和30年卒    | 陸上自衛隊幹部学校 主任研究開発官        | 退職（陸将補昇任）                                  |
| 16 | 新津保義 （1等陸佐）   | 1987年08月01日 - 1989年03月31日                            | 防大2期                | 陸上自衛隊関西地区補給処副処長           | 退職（陸将補昇任）                                  |
| 17 | 福留真信 （1等陸佐）   | 1989年04月01日 - 1991年03月31日                            | 立命館大学 昭和34年卒  | 陸上自衛隊関西地区補給処 総務部長        | 退職（陸将補昇任）                                  |
| 18 | 三塚弘之 （1等陸佐）   | 1991年04月01日 - 1992年11月30日                            | 防大4期                | 自衛隊宮城地方連絡部長                   | 退職（陸将補昇任）                                  |
| 19 | 三輪勤也 （1等陸佐）   | 1992年12月01日 - 1993年11月30日                            | 防大7期                | 相馬原駐屯地業務隊長                     | 退職（陸将補昇任）                                  |
| 20 | 遊橋洪孝 （1等陸佐）   | 1993年12月01日 - 1995年07月31日                            | 防大7期                | 陸上自衛隊関西地区補給処副処長           | 退職（陸将補昇任）                                  |
| 21 | 井上文彦 （1等陸佐）   | 1995年08月01日 - 1998年07月31日                            | 防大9期                | 伊丹駐屯地業務隊長                       | 退職（陸将補昇任）                                  |
| 22 | 中村浩三郎 （1等陸佐） | 1998年08月01日 - 2000年11月30日                            | 防大11期               | 防衛大学校教授                           | 退職（陸将補昇任）                                  |
| 23 | 豊島克治 （1等陸佐）   | 2000年12月01日 - 2003年07月31日                            | 防大14期               | 陸上自衛隊富士学校総務部長               | 退職（陸将補昇任）                                  |
| 24 | 児玉慎二 （1等陸佐）   | 2003年08月01日 - 2005年07月31日                            | 防大17期               | 陸上自衛隊研究本部総合研究部 第1研究課長 | 陸上自衛隊九州補給処副処長                          |
| 25 | 坂田善穂 （1等陸佐）   | 2005年08月01日 - 2006年12月6日                             | 防大17期               | 第8師団司令部幕僚長                      | 退職（陸将補昇任）                                  |
| 末 | 上野恵 （1等陸佐）     | 2006年12月06日 - 2008年03月25日                            | 防大19期               | 陸上自衛隊富士学校総務部長               | 中部方面混成団長 兼 大津駐屯地司令                  |

## 廃止部隊
- 1962年（昭和37年）8月15日廃止
  - 第107教育大隊「107教-本」（善通寺駐屯地）：
- 1969年（昭和44年）7月31日廃止
  - 第108教育大隊「108教-本」（信太山駐屯地）：
- 1997年（平成11年）3月29日廃止
  - 第112教育大隊「112教-本」（山口駐屯地）：
- 2004年（平成16年）3月28日廃止
  - 第116教育大隊「116教-本」（久居駐屯地）：